# チューリッヒ市交通局

市電やバスに表記される色のチューリッヒ市章

チューリッヒ市交通局（チューリッヒしこうつうきょく、ドイツ語: VBZ: Verkehrsbetriebe Zürich）は、スイス・チューリッヒ市の産業局（DIB: Departement der Industriellen Betriebe）に属する、公共交通を運営する市営組織である。Verkehrsbetriebe Zürichは英語にするとTransportation service Zurichといった意味の言葉であり、日本語では市営事業であることからよくチューリッヒ市交通局と呼ばれている。以下の記事では、略称のVBZという名前を使用する。
VBZは、1896年にチューリッヒ市営軌道（StStz: Städtische Strassenbahn Zürich）として設立され、今日まで市内の近距離交通を担ってきており、1990年に設立されたチューリッヒ交通連合（Zürcher Verkehrsverbund）において輸送サービスを提供する8事業者のうちの1つでもある。
VBZは、年間約3億人の旅客を輸送しており、そのほぼ3分の2は路面電車によるものである。輸送量は約6億人キロである。VBZの職員は約2,200人である。
他のスイスの大都市と同じく、チューリッヒでも路面電車が運行されており、13の路線がある。VBZはその他にチューリッヒ市内に6のトロリーバスの路線、16の路線バス、11の地域バス（Quartierbuslinien、District bus）、27の地方バス（Regional buslinien、Regional bus）、さらにリギブリックのケーブルカー（Seilbahn Rigiblick）を運行している。この他にVBZは3つの私鉄に営業を委託しており、ポリバーン（UBS所有のケーブルカー）、ドルダー鉄道（Dolderbahn、1973年以降ラック式鉄道）、フォルヒ鉄道（Forchbahn、メーターゲージの鉄道）がある。

## 基本データ
- 所有: チューリッヒ市
- 責任者: アンドレス・トュラー（Andres Türler）
- 運行責任者: ハンス＝ペーター・シェーア（Hans-Peter Schär）
- 交通連合: チューリッヒ交通連合（Zürcher Verkehrsverbund）
- 職員: 2,300人（2005年）
- 路面電車軌間: 1,000mm（メーターゲージ）
- 路面電車路線数: 13
- バス路線数: 54
- その他路線
  - トロリーバス: 6
  - ケーブルカー: 1
- 路面電車車両数: 約320両
- 路線バス車両数: 約170両
- トロリーバス車両数: 約80両
- 乗客数: 年間2億9335万人
- 停留所数: 726
- 路面電車路線延長: 109.3 km
- バス路線延長: 872.8 km
- 路面電車車庫: 4箇所
- バス車庫: 2箇所
- 中央工場: アルトシュテッテン（Altstetten）
- その他: 路面電車基地1箇所、バス基地1箇所
- 総線路長: 166.2 km

## 歴史

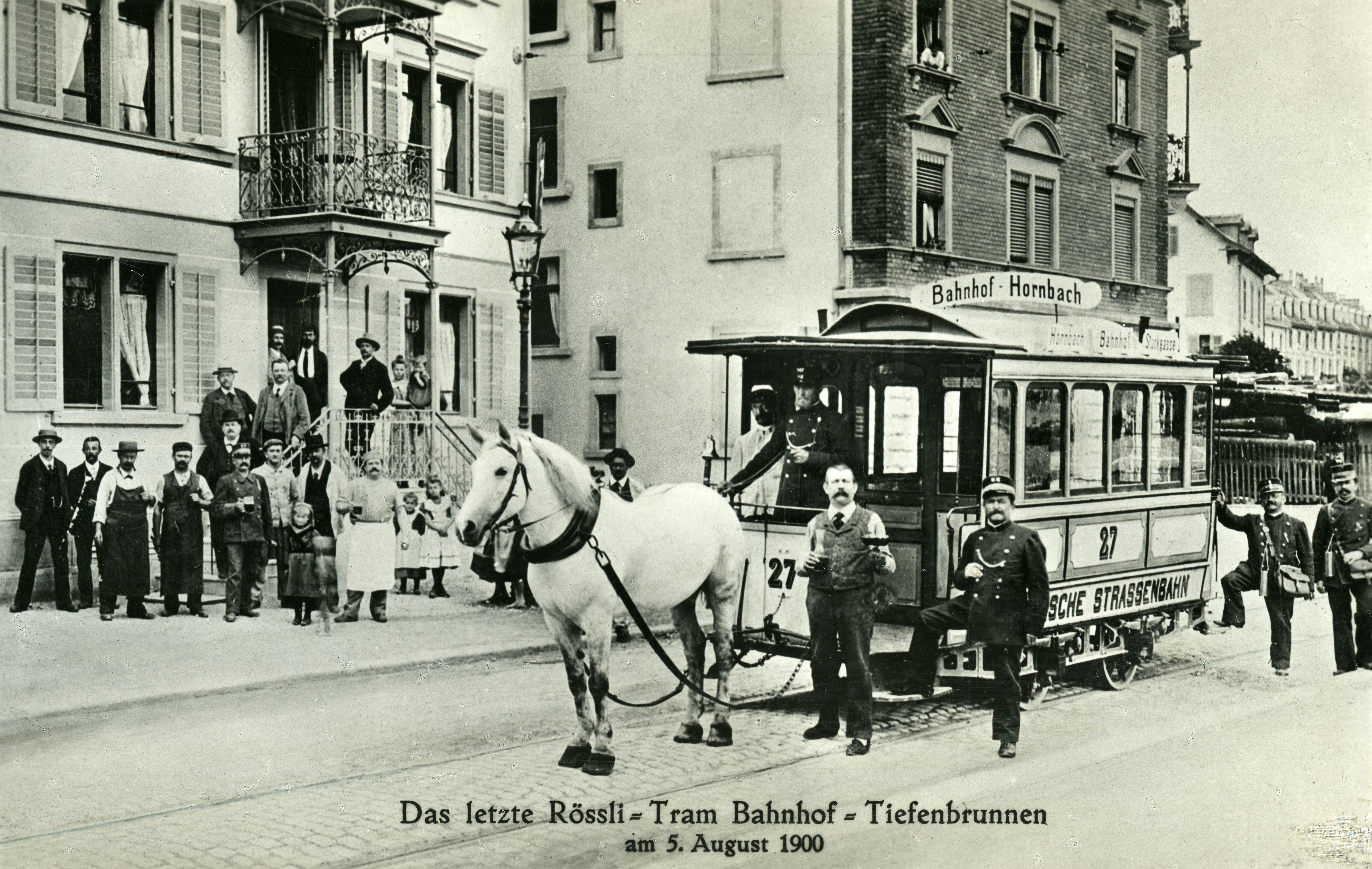
ゼーフェルト（Seefeld）のレストラン「フリーデンスブルク」（Friedensburg）前で1900年8月5日に撮影された、チューリッヒ最後の馬車鉄道

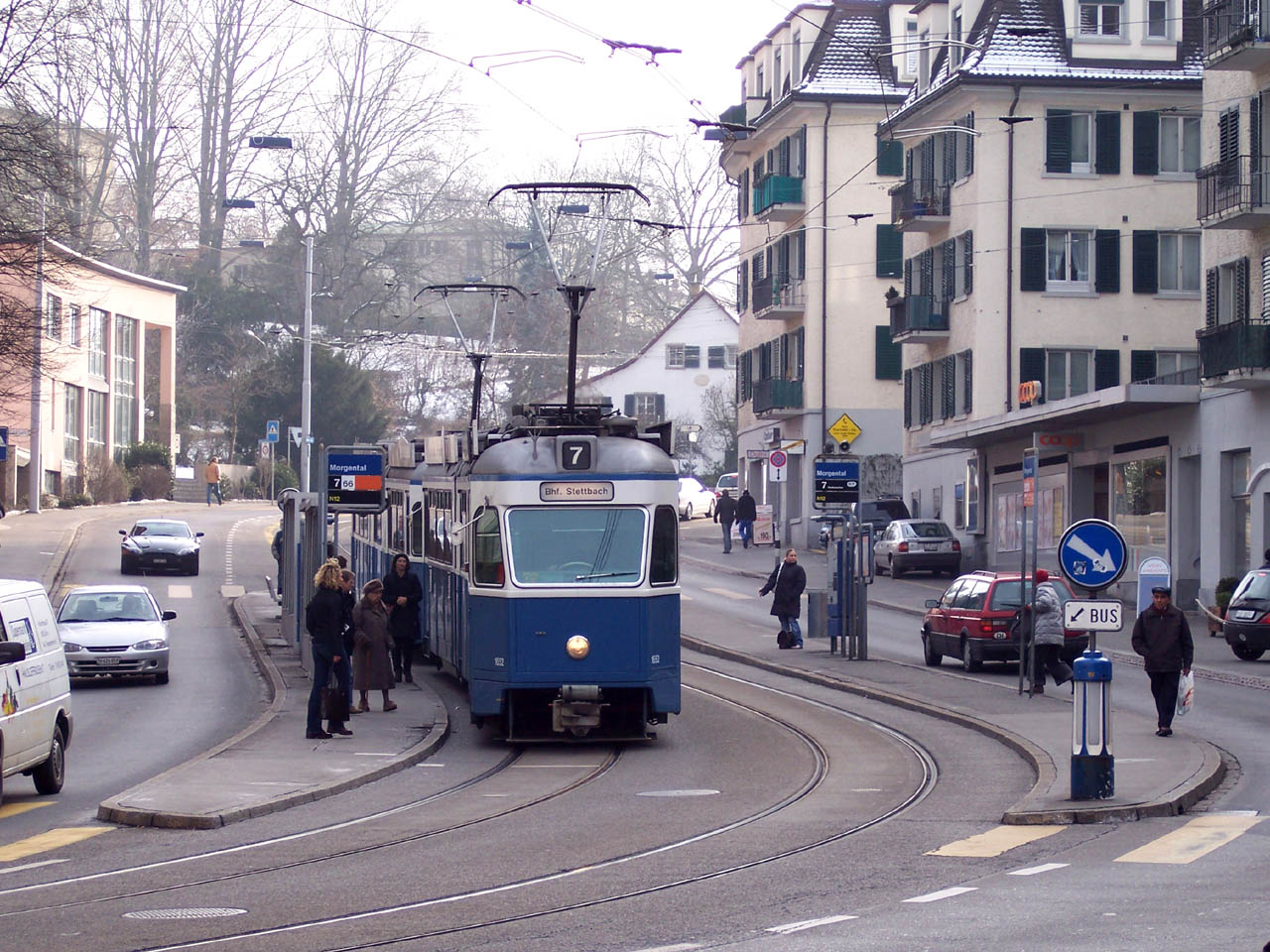
ヴォリスホーフェン（Wollishofen）のモルゲンタル（Morgental）を走る路面電車（2005年）

1896年、チューリッヒ市は市営の企業、チューリッヒ市営軌道（StStZ: Städtische Strassenbahn Zürich）を設立し、その後民間企業のチューリッヒ電気軌道（ESZ: Elektrische Strassenbahn Zürich）を買収した。この会社は1894年からチューリッヒで最初の電化された路面軌道をベルビュー（Bellevue）とブルクヴィース（Burgwies）の間で運営していた。1882年から馬車鉄道を運営していたチューリッヒ軌道会社（Zürcher Strassenbahn AG）が、1897年に市に買収されて市営軌道に編入され、さらに1931年までに6つの会社を合併した。1927年、最初の市営路線バスが「チューリッヒ市営軌道自動車営業所」（Kraftwagenbetrieb der Städtischen Strassenbahn Zürich)によって運行開始された。1939年から最初のトロリーバスの運行が開始された。1949年3月、路面電車部門と自動車部門は合併され、チューリッヒ市交通局（VBZ: Verkehrsbetriebe der Stadt Zürich）が設立された。1968年から、路面電車の屋根に取り付ける広告の販売が開始された。翌年自動券売機が導入されて最後の車掌がいなくなり、セルフサービス式の運賃支払いに変わった。1978年に、2008年現在でも使われている名前、Verkehrsbetriebe Zürichに名前が短縮され、またVBZ Züri-Linieのブランド名が導入された。
2007年、チューリッヒの旧型電車VBZ Be 4/4形電車 Karpfenがウクライナのヴィーンヌィツャへ売却された。
VBZとその前身事業者が使用した車両はチューリッヒ路面電車博物館協会（TMZ: Verein Tram-Museum Zürich）が良好な状態で保存しており見学が可能である。また2007年の聖霊降臨祭（5月27日）からブルクヴィースにある同名の博物館も公開されている。

## 路線網
| 系統 | 路線 |
| ---- | --- |
| 2    | ティーフェンブルネン（Tiefenbrunnen） – ファルプホーフ（Farbhof）                                                              |
| 3    | アルビスリーデン（Albisrieden） – クルスプラッツ（Klusplatz）                                                                  |
| 4    | ティーフェンブルネン（Tiefenbrunnen） – ヴェルトヘールズリ（Werdhölzli）                                                       |
| 5    | （ラウベッグ（Laubegg） –） エンゲ駅（Bahnhof Enge） – フルンテルン教会（Kirche Fluntern） （– 動物園（Zoo））                 |
| 6    | （エンゲ駅（Bahnhof Enge） –） 中央駅（Hauptbahnhof） – 動物園（Zoo）                                                          |
| 7    | ヴォリスホーフェン（Wollishofen） – シュテットバッハ駅（Bhf. Stettbach）                                                       |
| 8    | （クルスプラッツ（Klusplatz） –） ベルビュー（Bellevue） – ハルトプラッツ（Hardplatz）                                         |
| 9    | ヒルツェンバッハ（Hirzenbach） – ホイリート（Heuried） （– トリームリ（Triemli））                                             |
| 10   | 中央駅（Hauptbahnhof） – ミルヒブック（Milchbuck）– エリコン駅(Bahnhof Oerlikon) ( - チューリッヒ国際空港 (Flughafen Zürich)） |
| 11   | レーアルプ（Rehalp） – アウツェルク（Auzelg）                                                                                  |
| 13   | アルビスギュートリ（Albisgütli） – フランケンタル（Frankental）                                                                |
| 14   | トリームリ（Triemli） – ゼーバッハ（Seebach）                                                                                  |
| 15   | ブッヒェグプラッツ（Bucheggplatz） – クルスプラッツ（Klusplatz）                                                               |

VBZの系統番号の構成は1950年代からのもので、それ以降こんにちに至るまで小さな変更のみで使われている。もともと、1から20は定期運行の路面電車に、21から30は臨時運行の路面電車に、31から60はトロリーバスに、61から99は路線バスに割り当てられていた。数年後には臨時運行の路線はなくなり、この領域は1990年代まで使われないままになっていた。あまりに楽観的に割り当てられていたトロリーバス用の領域は、その年のうちに路線バスにも使われるようになった。
1990年5月のチューリッヒ交通連合の運行承認後、市の境界を越えて運行されるバス路線の大半は3桁の番号を付けており、各地域に割り当てられた古い町番号を元にしている。

### 路面電車

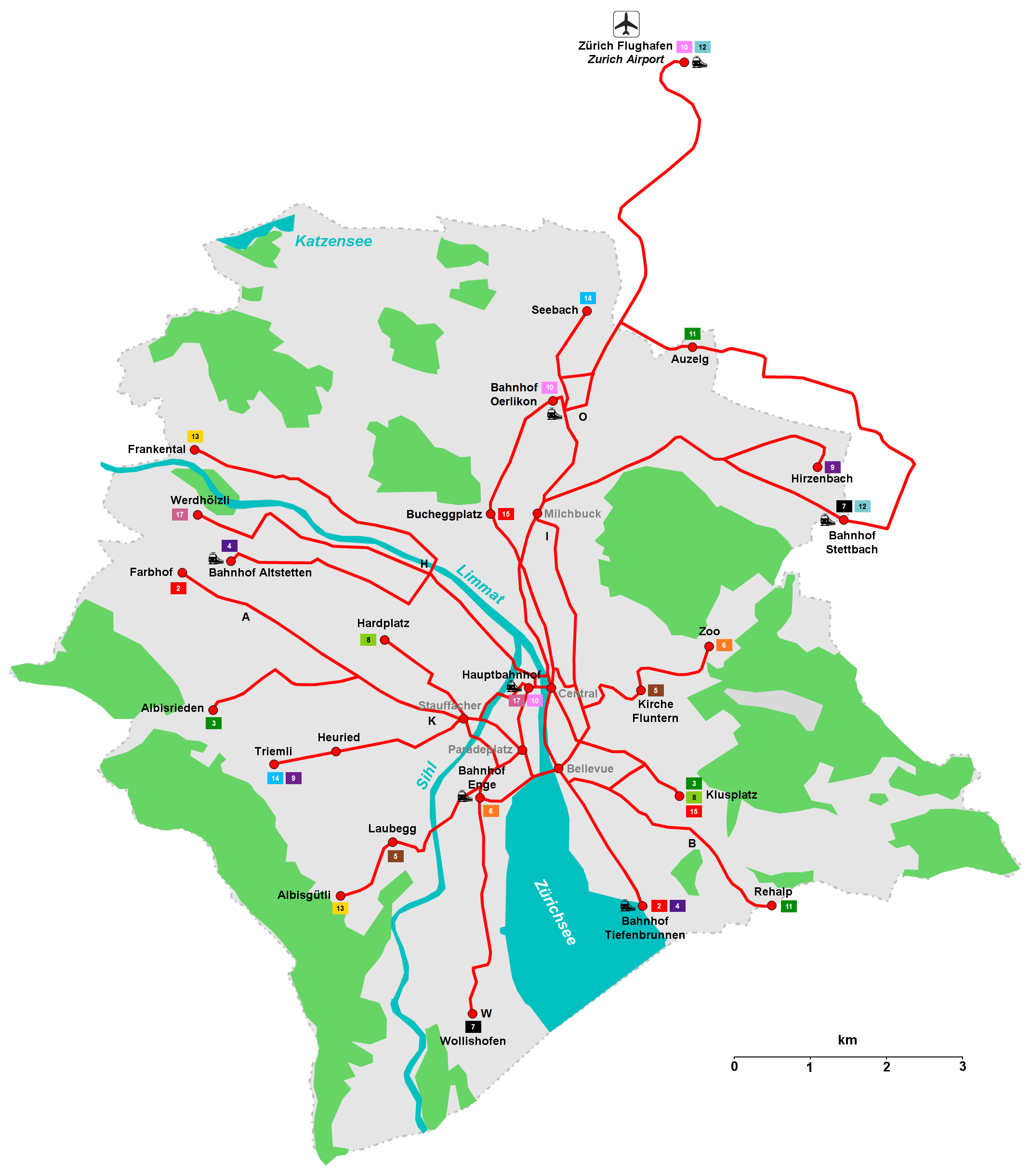
チューリッヒ路面電車網

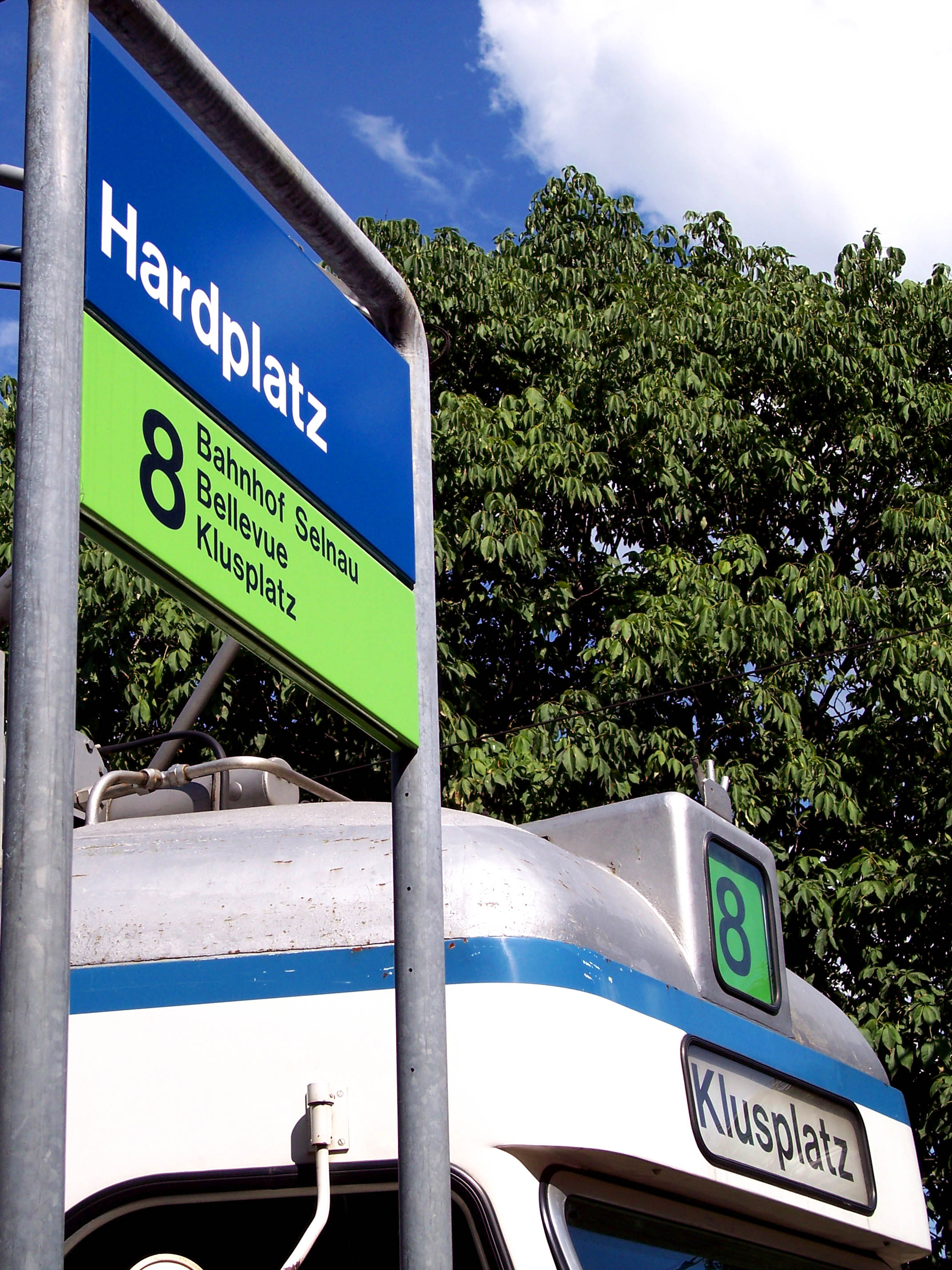
路面電車系統の色分け（8系統の例）

路面電車用には20までの系統番号が割り当てられているが、1980年代以降実際に使われているのは15までである。識別を容易にするために、各系統には色分けが定められており、系統図や電停に掲出されたボード、電車の表示にこの色が使われている。しかしながら、2系統と15系統はどちらも赤、3系統と11系統はどちらも濃緑、4系統と9系統はどちらも紫である。VBZの路面電車の総延長は1998年以降109kmで、そのうち2kmは1986年に開通したシュヴァメンディンゲン（Schwamendingen）へ通じる地下トンネル区間である。
1系統は1954年にバス路線に置き換えられ、さらに1958年に現在のトロリーバス31系統に置き換えられた。系統番号は将来の系統復活に備えてそのままにしてあり、交通網計画の検討によればこれは2025年以降にならなければ実現されない。12系統は1964年にノルトブリュッケ（Nordbrücke）への路線が廃止されて消滅し、残った区間は4系統となっている。計画によれば、新しいグラッタル鉄道線の第3段階（空港 - グラットパルク（Glattpark） - アウツェルク（Auzelg） - シュテットバッハ（Stettbach））が2010年12月から12系統として運行を開始する予定である。
1954年以降で初めて、1976年に4系統がシュポルトプラッツ・ハルトトゥルム（Sportplatz Hardturm）からヴェルトヘールツリ（Werdhölzli）まで路線が延長され、さらに1998年に11系統がハレンシュタディオン（Hallenstadion）まで延長された。2006年夏にはVBZは将来の鉄道網計画について発表した。新線構想は今後およそ20年を検討しており、都市開発のデータに基づいたネットワークの拡張と再編を含んでいる。
2006年12月10日、アウツェルクまでの11系統が延長され、1931年以降で初めてVBZ以外の路線となるグラッタル鉄道の第1段階がグラッタル交通局（VBG: Verkehrsbetriebe Glattal）によって所有されている。2007年3月22日、既存の5系統がラウベッグ（Laubegg）まで延長された。運行時間帯はショッピングセンターのジールシティ（Sihlcity）の営業時間に合わせられており、運行コストはチューリッヒ交通連合との成果協定により2008年12月まで、かなりの部分をジールシティの建物所有者が負担している。
使用されていない系統番号（16から20）は通常VBZの内部で路面電車の計画を示すために用いられているが、これは後に実際に割り当てられる系統番号とは何の関係もない。このため、1970年代から1980年代にかけて、16系統と17系統は「シュヴァメンディンガー線」（Schwamendinger Linien）の計画を示すために使われていたが、開業後は7系統と9系統を名乗っている。2006年の路面電車網計画では、ハルトブリュッケ（Hardbrücke）を経由する計画上の路面電車路線が16系統、17系統と呼ばれている。1990年代には18系統がトラム・チューリッヒ・ヴェスト（Tram Zürich West）のプロジェクトを表すために初めて用いられた。この計画はかなり進み、2007年に市民に公表されて財務に関して住民投票が行われ、51,802対22,941で可決された。その後2007年11月、チューリッヒ州も提案に賛同した。路線の運行開始は2010年12月に予定されており、4系統となる見込みである。
2007年にブルクヴィースの車両基地へチューリッヒ路面電車博物館（TMZ: Tram-Museum Zürich）が移転し、都心部と博物館を結ぶ「博物館線」（Museumslinie）と称される21系統が特定日に旧式の電車を使って運行される。この系統番号は1970年代まで散発的に運行される臨時系統として使われていた。

### 登山鉄道
23系統から25系統はリギブリックケーブルカー、ポリバーン、ドルダー鉄道に割り当てられている。

### バス

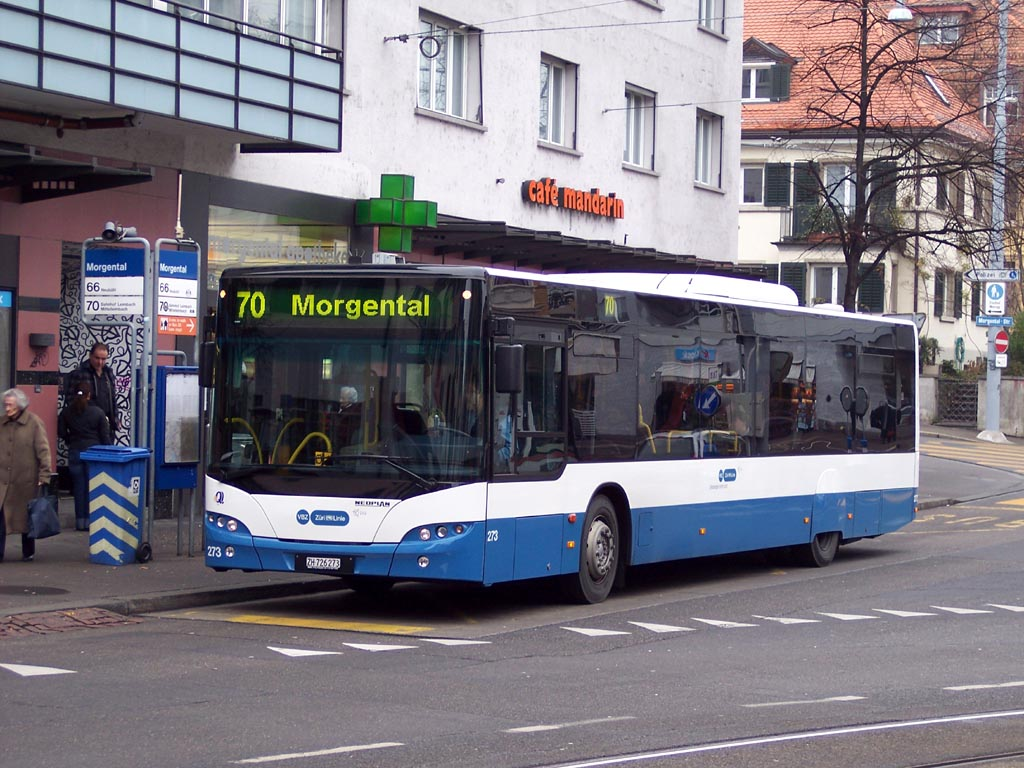
路線バス、ヴォリスホーフェンにて

都市内部の路線には小さな番号が、外部への路線には大きな番号が割り当てられている。トロリーバスの路線は54km、路線バスは89.9 km、地域バスは30.7kmである。
市域内の路線網は総計212.6kmある。その他にバスはチューリッヒ湖左岸、グラッタル、リンマッタルを運行している。チューリッヒ交通連合内の地方バスと同じくこうした路線は3桁の番号を持っている。
金曜日と土曜日の夜には、チューリッヒの運行時間終了後に14の夜間バス路線が運行され、この一部は近隣の町へも運行している。

## 車両

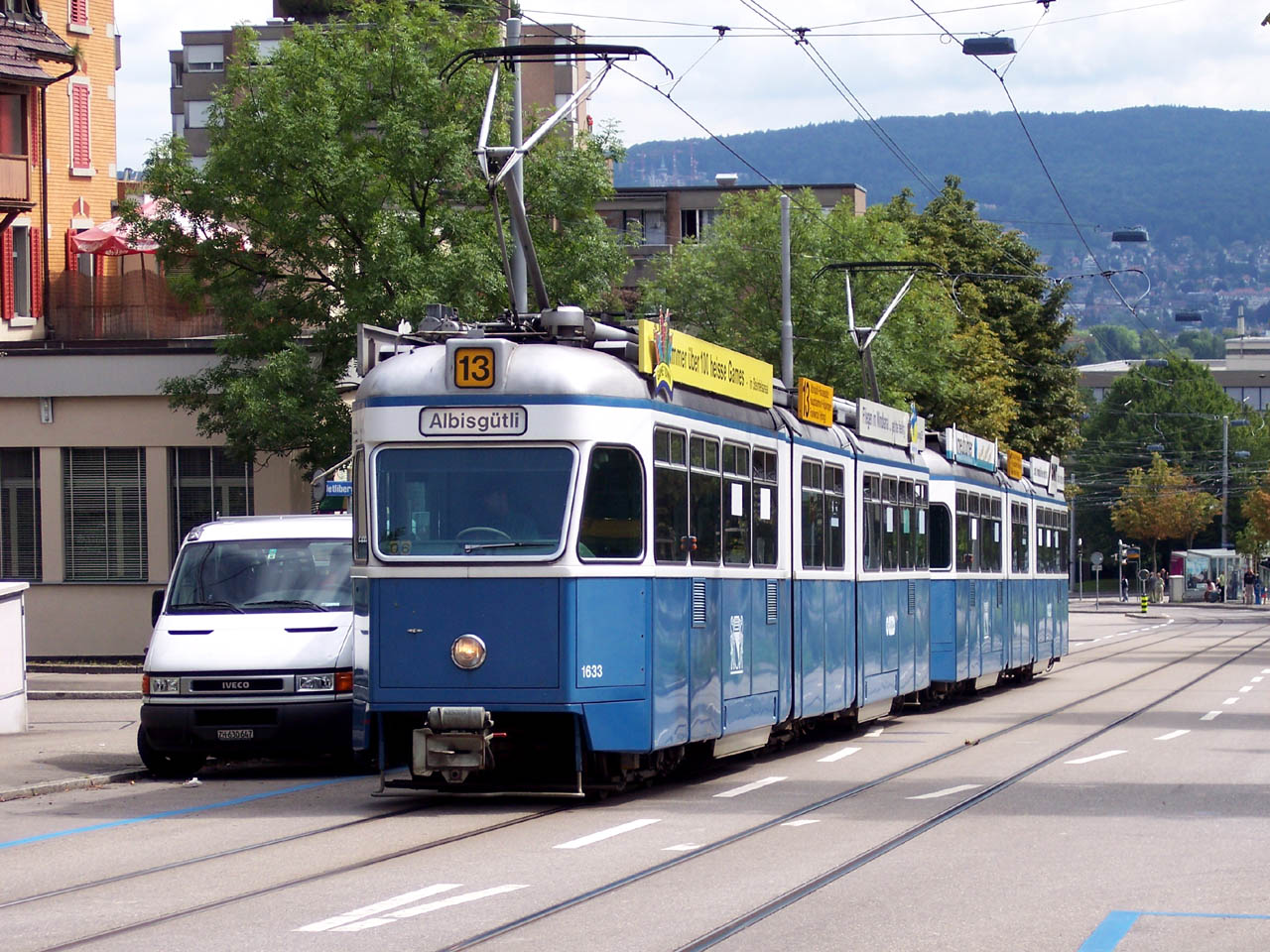
Be 4/6形「ミラージュ」（Mirage）

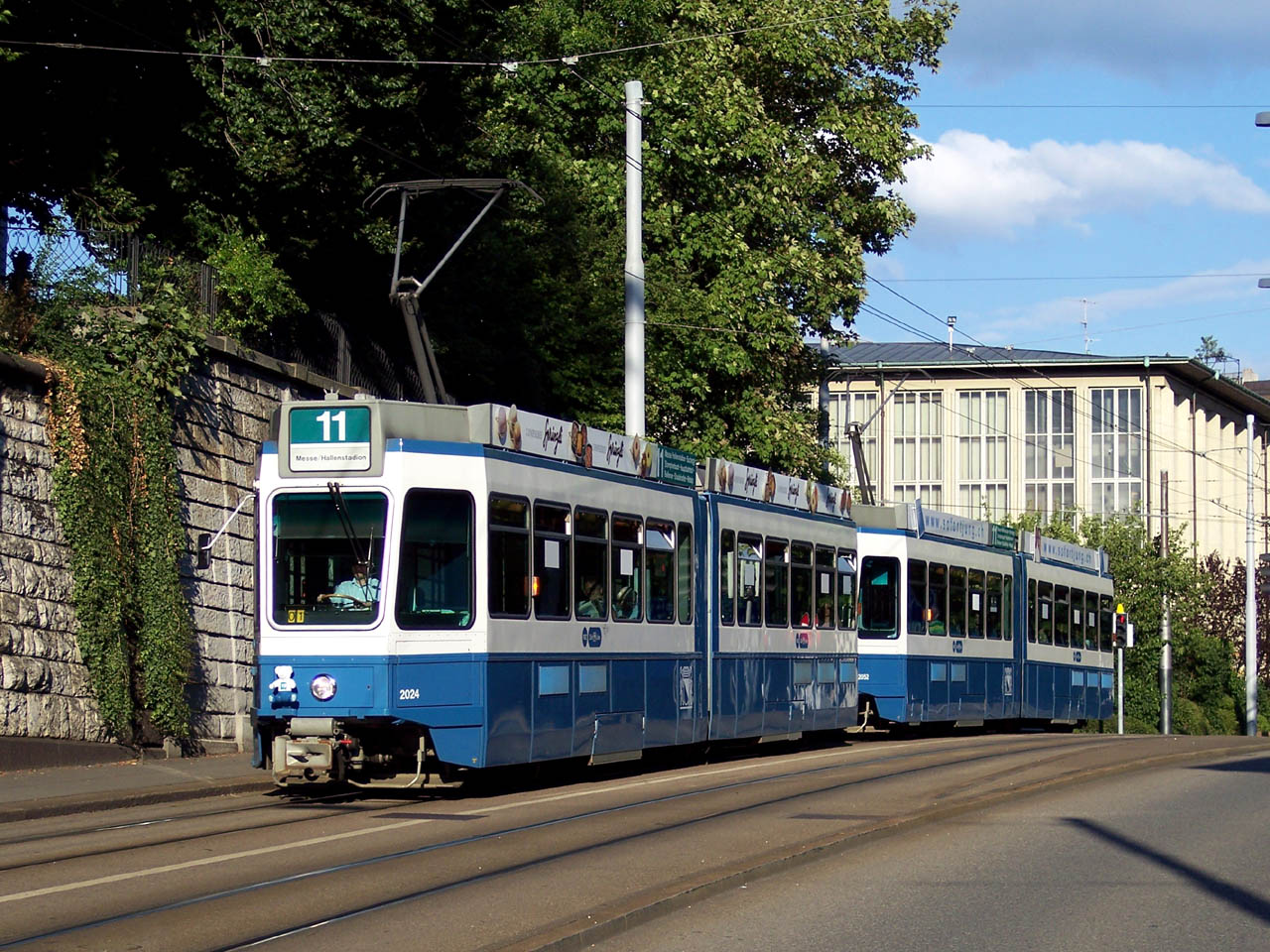
Be 4/6形「トラム2000」（Tram 2000）

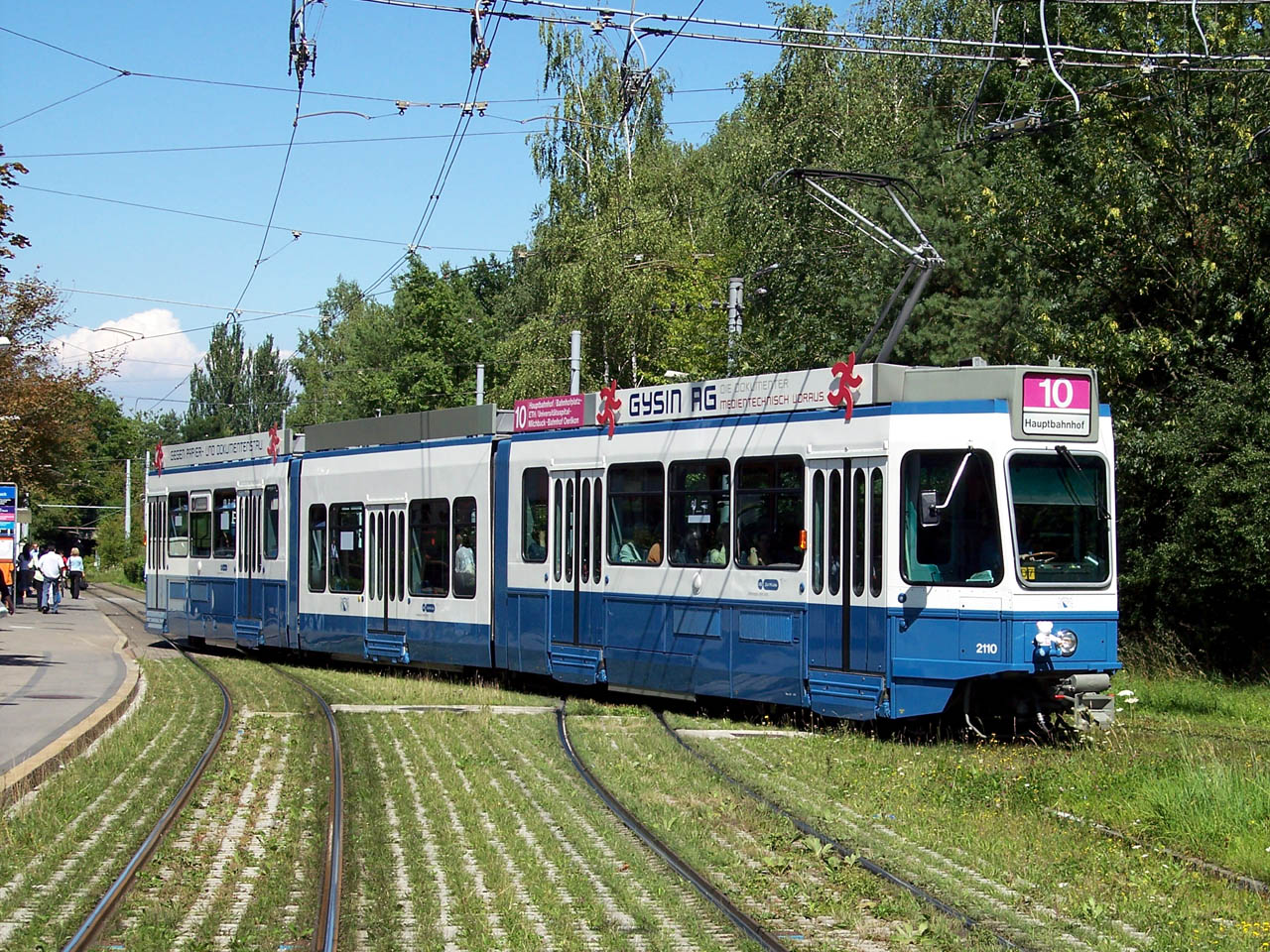
Be 4/8形「トラム2000 ゼンフテ」（Tram 2000 Sänfte）

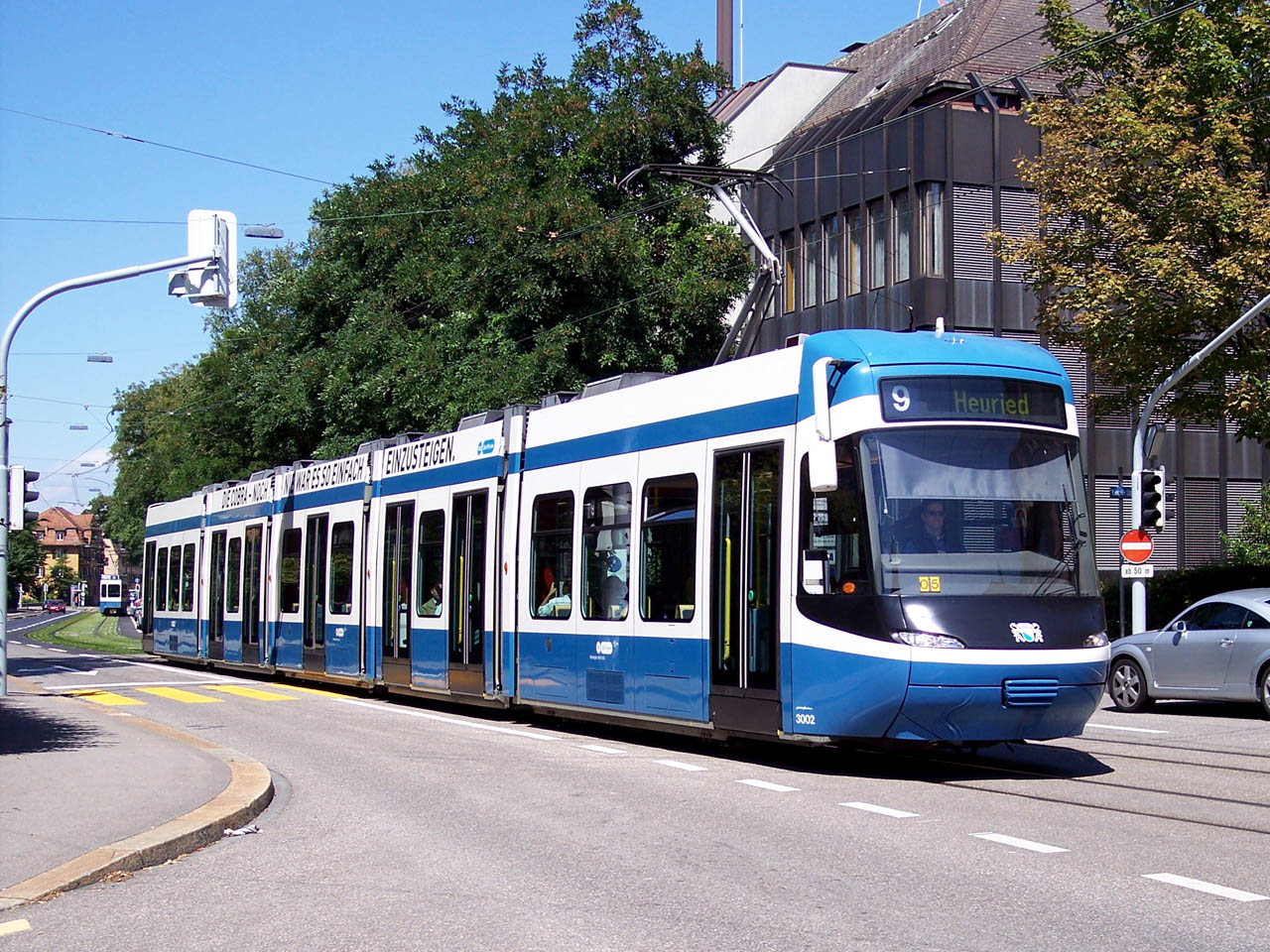
Be 5/6形「コブラ」（Cobra）

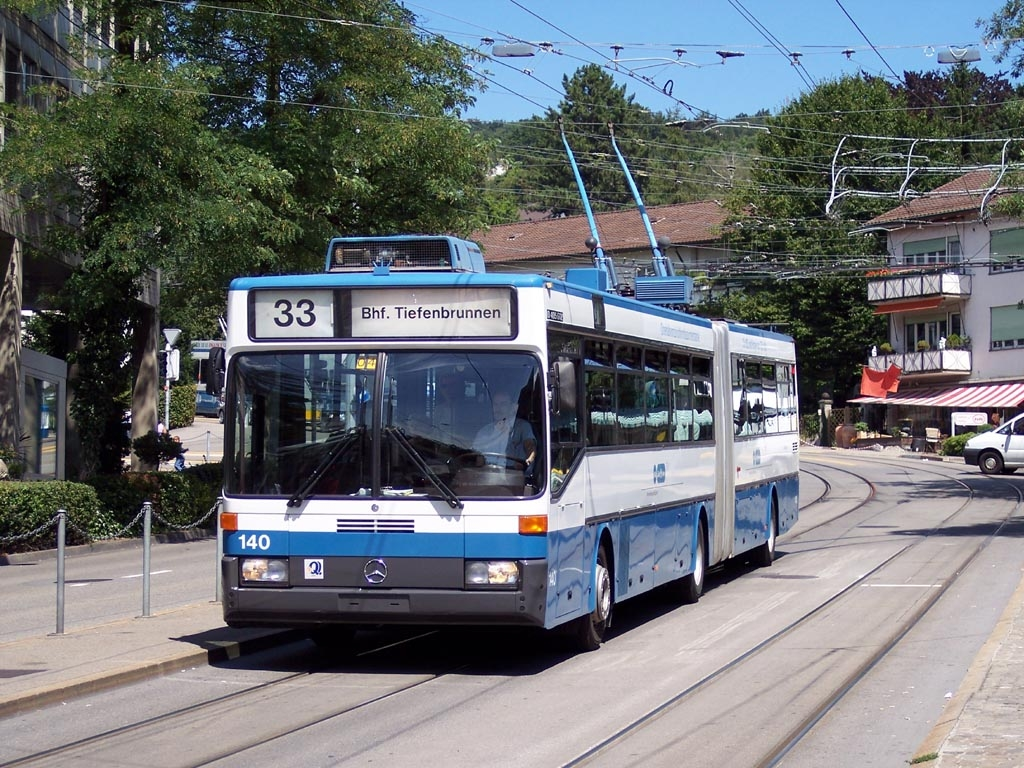
トロリーバス メルセデス・ベンツ O 405 GTZ

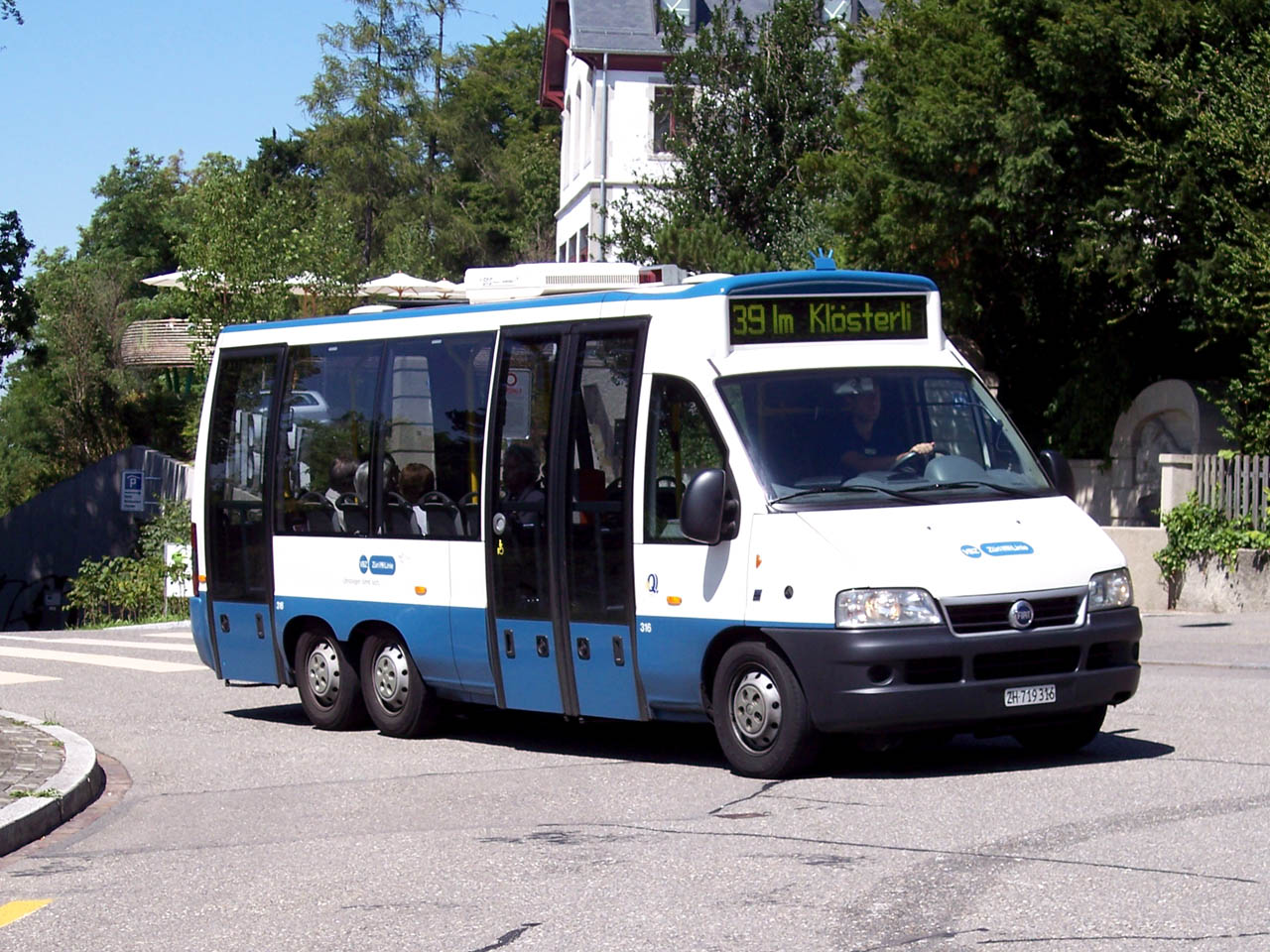
地域バス フィアットDucato

2006年12月以降、路面電車の車両は3つの主要形式からなっており、Be 4/6形「ミラージュ」（Mirage）、Be 4/6形、Be 2/4形、Be 4/8形「トラム2000」（Tram 2000）、そして最新型のBe 5/6形「コブラ」（Cobra）がある。コブラは全長36mの超低床電車で、7つのドアを備えている。この車両には車軸が無く、車体に独立車輪を備えている。
「コブラ」の後継車両選択のためTango，コンビーノ、フレキシティのデモンストレーション走行が2010年に行われた結果、2016年5月にボンバルディアが展開する路面電車ブランドであるフレキシティを導入する事が決定した。2018年5月に車両のデザインが発表され、実車は2020年5月に営業運転を開始する予定となっている。

### 路面電車（動力車）
- Be 4/4形 1416–1430 「カルプフェン」（Karpfen）（1959年–1960年）、2006年12月運用離脱
- Be 4/6形 1601–1690 「ミラージュ」（Mirage）（1966年-1968年）
- Be 4/6形 1691–1726 「ミラージュ」 / 「ブリンデ・クー」（Blinde Kuh）（1968年-1969年）、トレーラー、運用離脱進行中
- Be 4/6形 2001–2045 「トラム2000」（Tram 2000）（1976年-1978年）、第1シリーズ
- Be 4/6形 2046–2098 「トラム2000」（1985年–1987年）、第2シリーズ
- Be 4/6形 2099–2121 「トラム2000」（1991年-1992年）、第3シリーズ
Be 4/8形 2099–2121 「トラム2000 ゼンフテ」（Tram 2000 Sänfte）（2004年-2005年）へ更新
- Be 4/6形 2301–2315 「トラム2000」（1978年）、第1シリーズトレーラー
- Be 2/4形 2401–2420 「トラム2000 ポニー」（Tram 2000 Pony）（1985年-1987年）、第2シリーズトレーラー
- Be 2/4形 2421–2435 「トラム2000 ポニー」（1992年）、第3シリーズトレーラー
- Be 5/6形 3001–3006 「コブラ」（Cobra）（2001年）
- Be 5/6形 3007–3088 「コブラ」 （2006年–2010年）
- Be 6/8形 「フレキシティ・チューリッヒ」 （2020年-2024年）[3]

### 路面電車（付随車）
- B4形 771–786（1959年-1960年）カルプフェン用、2006年12月運用離脱
- B4形 787–798（1962年）、ミラージュ用、運用離脱進行中

### トロリーバス
- メルセデスベンツ O405 GTZ 1（1986年）、プロトタイプ、運用離脱
- メルセデスベンツ O 405 GTZ 2–36（1988年-1989年）、第1シリーズ、運用離脱進行中
- メルセデスベンツ O 405 GTZ 101–143（1988年-1993年）、第2シリーズ
- ヘス BGT-N2C 144 「スイストロリー3」（Swisstrolley 3）（2006年）、量産先行車両
- ヘス BGT-N2C 145–161 「スイストロリー3」（2007年）
- ヘス BGGT-N2C 61–77 「ライトラム3」（lighTram3）（2007年-2008年）

2006年、国際入札を経て、1988年からVBZへ35両が製造・納入されたメルセデス・ベンツ O405 GTZを、新しいヘス社のバスで代替することが決定された。発注されたのは16両の2連節トロリーバス「スイストロリー3」と、17両の3連節トロリーバス「ライトラム3」である。最初のスイストロリー3、車両番号144は、量産先行車両として2006年7月20日に引き渡されて一般に公開され、9月から運用を開始した。車両番号145以降の量産車両は2007年1月に引き渡しが開始され、さらに2両のオプションも実行された。引き渡しは順調に進み2007年8月からはライトラム3へと続いている。
ライトラム3は、チューリッヒで営業される最初の3連節トロリーバスである。従来型車両より7メートル長いため、31系統と32系統のいくつかの停留所が改修された。

### ディーゼルバス（路線バス用）
- メルセデスベンツ O405 601–690（1987年–1989年）、運用離脱
- メルセデスベンツ O 405 N 201–242 (1990)
- メルセデスベンツ O 405 G 568–593 (1988–1990)、連節バス、運用離脱進行中
- メルセデスベンツ O 405 GN 501–515（1992年）、連節バス
- ネオプラン N 4516 243（2003年）、デモンストレーション車両、運用離脱
- ネオプラン N 4516 244–263（2003年）
- ネオプラン N 4516 264–283（2004年）
- ネオプラン N 4522 516–525（2004年）、連節バス
- ネオプラン N 4522 526–540（2005年）、連節バス
- ネオプラン N 4522 541–562（2006年）、連節バス

### ディーゼルバス（地域バス用）
- ルノー Master（T35） 331–350（1989年-1991年）、運用離脱
- フィアット Ducato（2.8 JTD） 314–321（2002年）
- メルセデスベンツ Sprinter（616 CDI） 322–323（2006年）
- ネオプラン N 4009 301–309（1998年–1999年）
- MAN A35 310–313 （Lion's City）（2006年）

## 特別車両

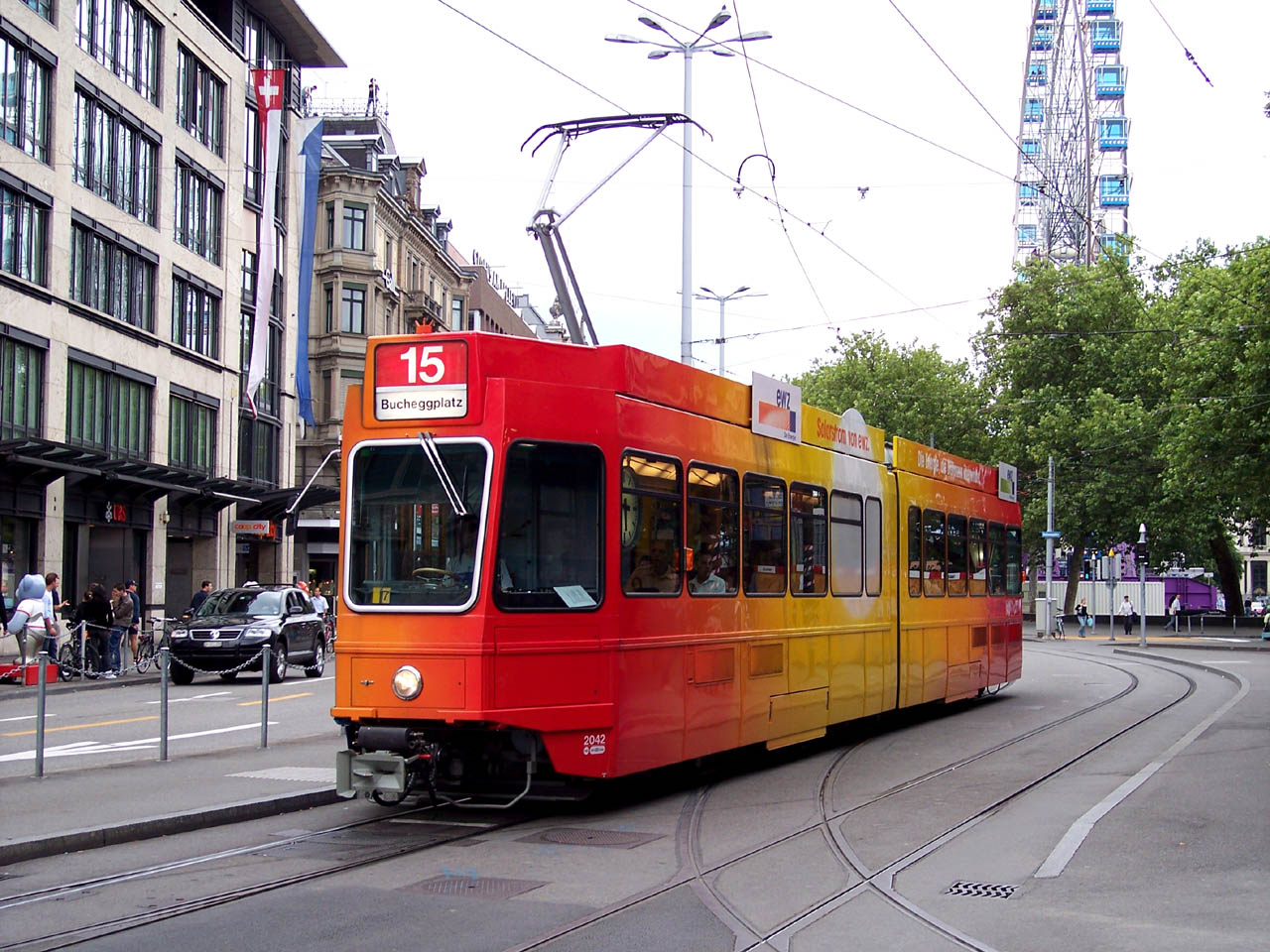
15系統を走る「エネルギー電車」

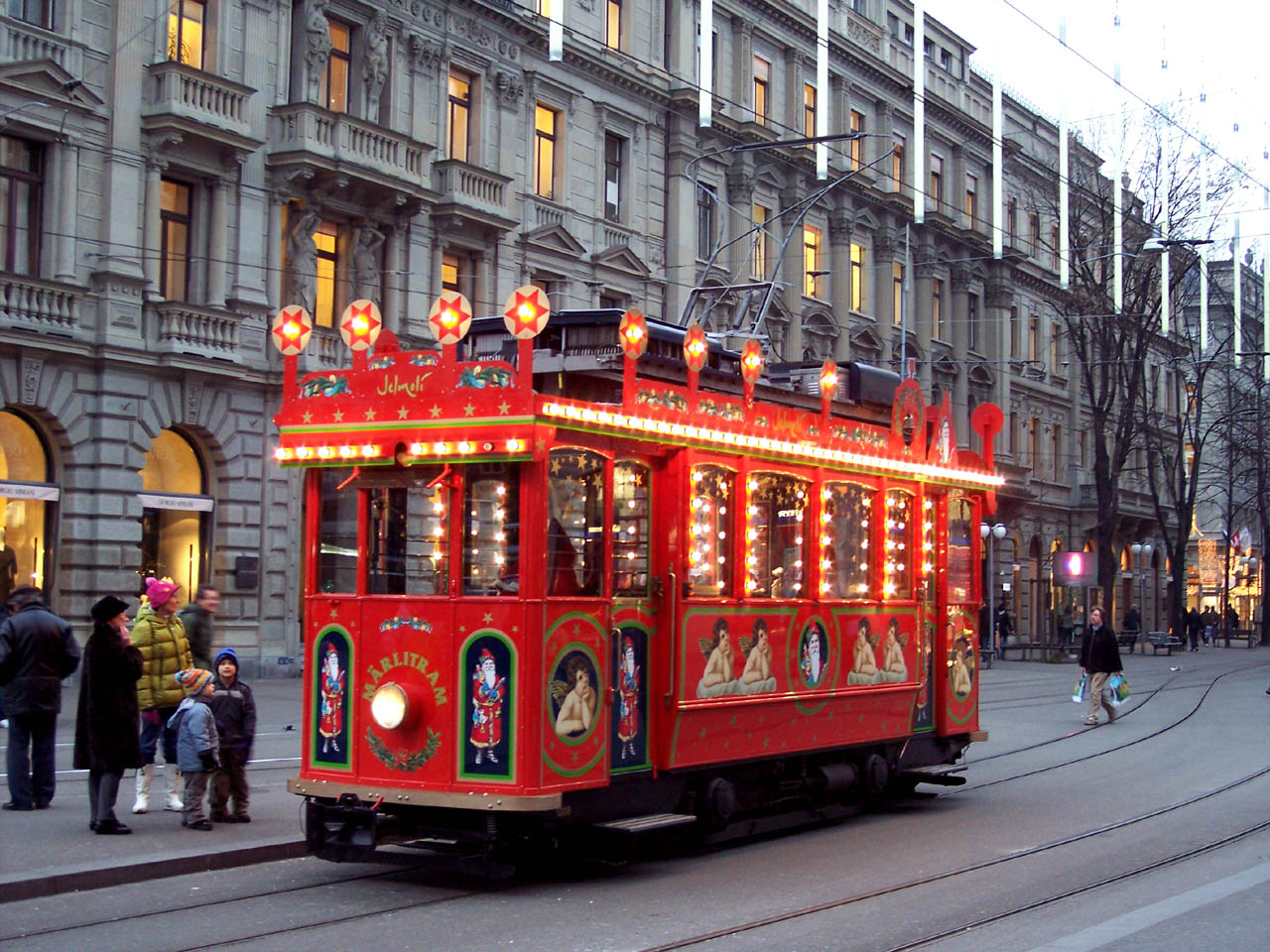
パレード広場（Paradeplatz）の「おとぎ電車」（Märlitram）

特別な機会・目的でVBZと契約して電車の改造をすることができる。広告キャンペーンなどでは50万スイス・フラン（2008年6月のレートで約5200万円）ほどの費用が掛かり、また特別電車を特別であり続けるようにするためにVBZでプロジェクトを慎重に選択している。たいていの場合、そのような車両は2年間走り、場合によってはそれより長いこともある。特別電車の中には自己広告のものや何か洗練されたテーマに関するものもある。
| 年 – 名前 | 年 – 名前 |
| 1984 – スイス連邦鉄道-インターシティ電車 1985 – 牧畜電車 1985 – チューリッヒ動物園電車 1986 – ラジオ24（スイスの放送局）電車 1986 – 中国電車 1987 – 芸術電車 1987 – インド電車 1988 – プロ・ユベントゥーテ（スイスの公共福祉機関）電車 1989 – 映画電車 1990 – 具体的芸術（Konkrete Kunst）電車 1991 – エウレカ（Heureka、スイスの建国700周年祭）電車 1991 – 古スイス電車 1992 – 産業電車 1993 – 寿司電車 1993 – シャウシュピールハウス（チューリッヒの劇場）電車 1994 – 女性電車 1995 – レントゲン電車 1995 – カントン電車 1995 – Chuchichästli（?）電車 1995 – スポーツ電車 | 1996 – 虹電車 1997 – Aida（?）電車 1998 – ピピロッティ（スイスのビデオアーティスト）電車 1998 – Elfi（?）電車 1998 – タイタニック号電車 1998 – リバーダンス号（船の名前）電車 1999 – 麻薬防止電車 1999 – 竜電車 2000 – 天国電車 2001 – エネルギー電車 2004 – FIFA電車 2006 – 健康電車 2007 – クレディ・スイス-サッカー電車 2007 – 記念祭電車 2007 – カールスバーグ-UEFA欧州選手権2008電車 2007 – コカ・コーラ-UEFA欧州選手権2008電車 2008 – スイス インターナショナル エアラインズ-UEFA欧州選手権2008電車 2008 – チューリッヒ大学175周年電車 2008 – UEFA欧州選手権2008ホストシティ電車 |

クリスマスの時期には毎年、おとぎ電車（Märlitram）が運行される。また、VBZはキッチンを備えていて走るレストランとして使えるレストラン電車を所有している。この車両はグループに貸し出すこともでき、冬にはフォンデュ電車として走る。
またこの他に、"カーゴトラム(CargoTram)"が存在する。電動車が貨車(有蓋車)を牽引する方式で、沿線10箇所に設けられている集積所に集められた廃家電、家具などといった粗大ゴミを月に数度回収し、処理工場に運搬する事により、リサイクル率の向上や、ゴミ収集車の削減等から環境にも配慮する物として活用されている。

## 特別バス
UEFA欧州選手権2008に際して、VBZは初めてトロリーバスを特別バスへ改造した。
| 年 - 名前                                                                    |
| 2008 – AMAG-UEFA欧州選手権2008バス 2008 – UEFA欧州選手権2008ホストシティバス |

## 設備

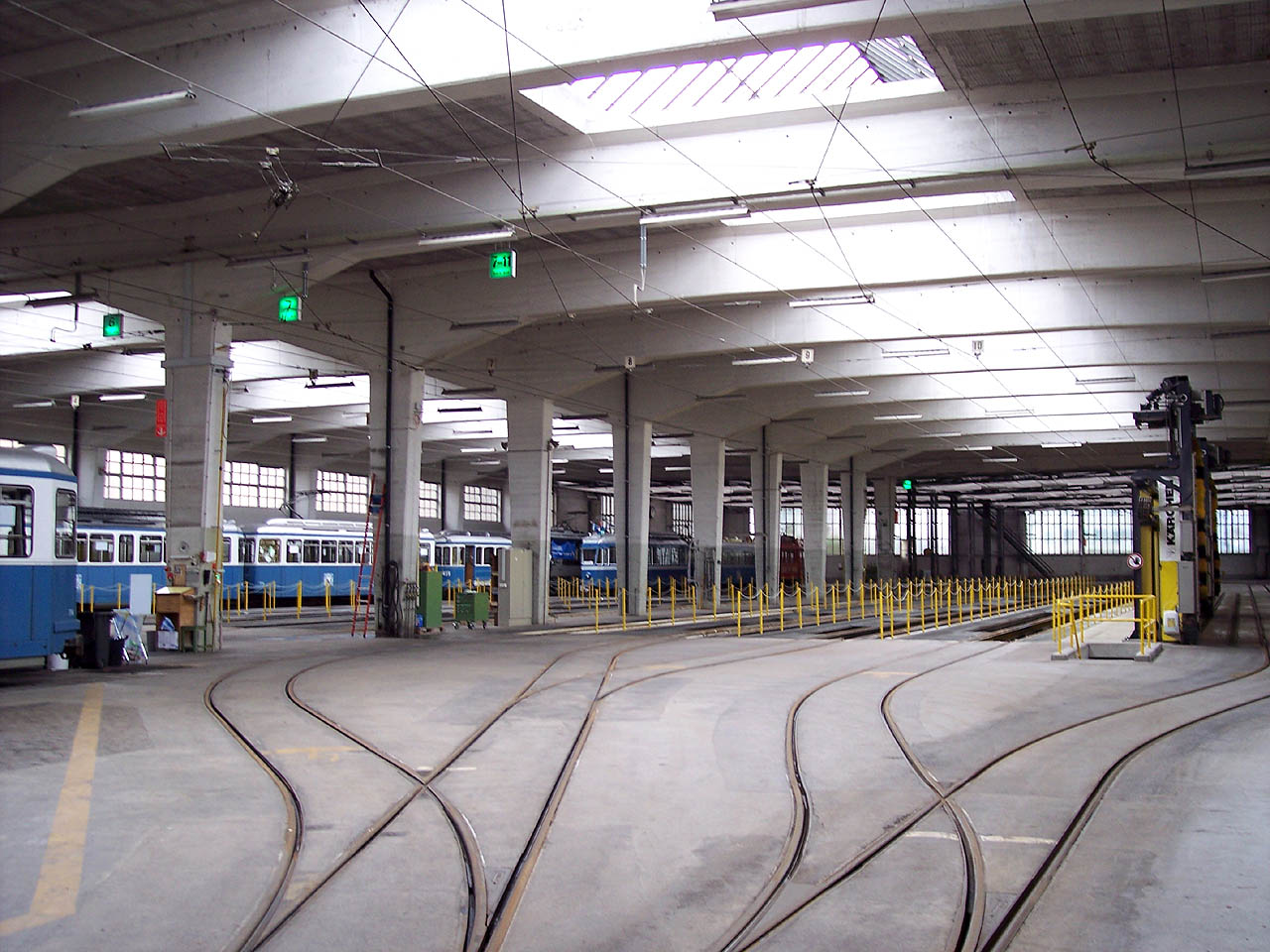
ヴォリスホーフェン車両基地

8つの前身事業者の買収を反映して、路線網に車両基地が点在している。年を経るにつれて、小さな車両基地はより大きな車両基地に置き換えられている。当初12あった車両基地は現在ではハルト（Hard）、イルヘル（Irchel）、カルクブライテ（Kalkbreite）、エリコン（Oerlikon）、ヴォリスホーフェン（Wollishofen）の5箇所に集約されている。これ以外に2箇所のバス車庫、1つのバス基地、1つの中央工場がある。
グラッタル鉄道の建設に伴い基地の容量拡張が必要とされている。このため、エリコン車両基地はまもなく移転拡張される。かつてのヴァルタウ車両基地は2006年秋まで使用され、その後チューリッヒ路面電車博物館として使用されている。2007年5月24日、ブルクヴィース車両基地跡にブルクヴィース路面電車博物館が、市議会議員のアンドレス・トュアラー（Andres Türler）とマルティン・フォレンヴィダー（Martin Vollenwyder）を迎えて公式にオープンした。ヴァルタウ車両基地は保存協会の旧式車両用の工場として使われる。

### 中央工場
1975年にアルトシュテッテンに開設された中央工場は、ゼーフェルト車両基地の工場とエリコンバス車庫の工場を置き換えた。簡単な補修作業は車両基地や車庫でも可能であるが、本格的な点検・修理・改造は中央工場に任されている。
1990年代から、中央工場の敷地にはVBZの指令センター（「銀の球」Silberwürfel）と保線部門もおかれている。この拡張では、スイス国鉄のアルトシュテッテン駅のそばにあるかつてのスイス国鉄の工場、ヘルデルン工場から標準軌の線路も引き込まれている。この線路を使って保線基地へ定期的にレールが運び込まれており、また路面電車の車両も標準軌の台車を使って運び込まれる。
これに加えてフォルヒ鉄道の車両についても、その車両基地で処理できる以上の作業はこの工場で行われている。

### 特徴

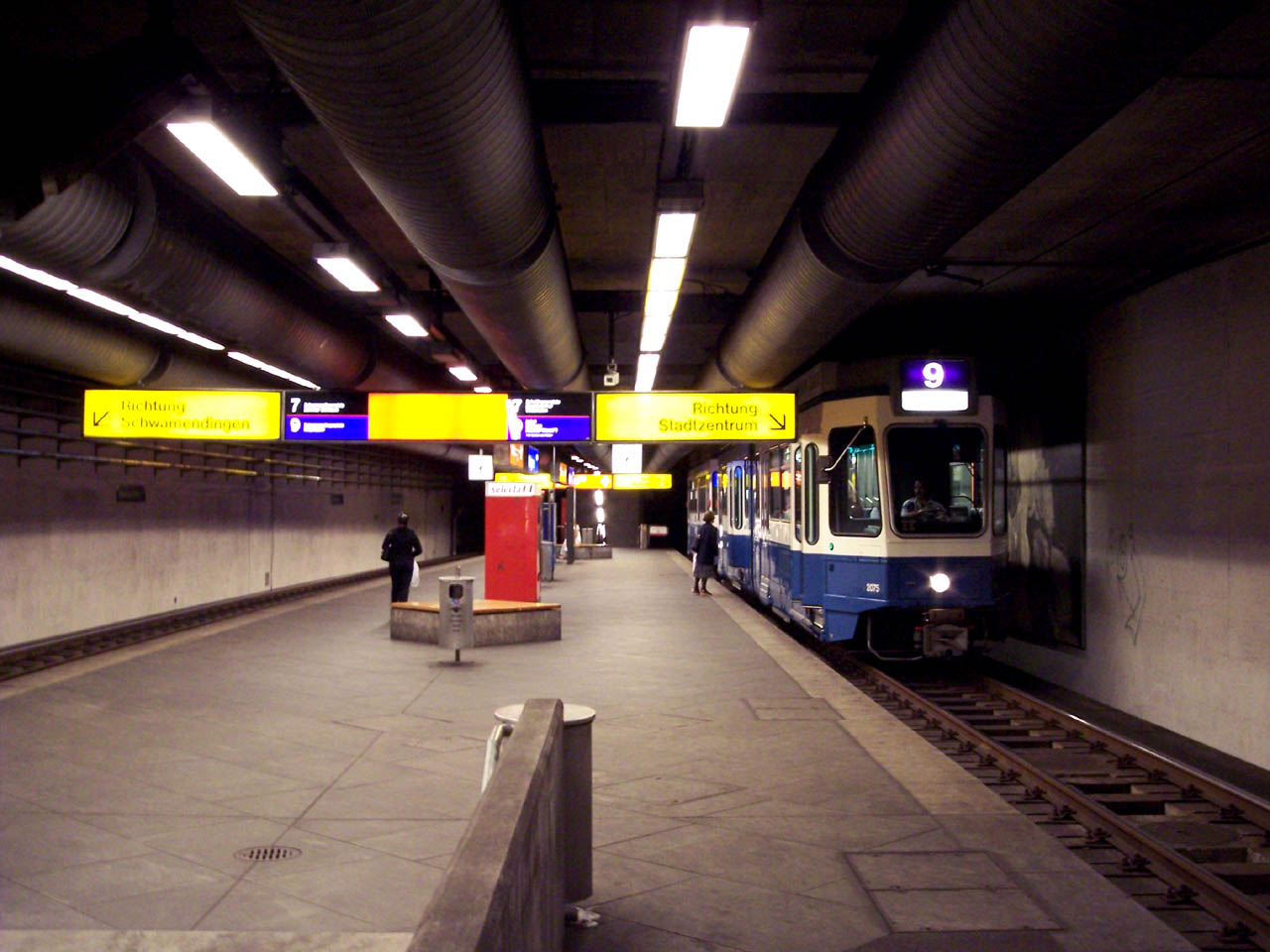
9系統のヴァルトガルテン駅（Waldgarten）にて

シュヴァメンディンゲンとミルヒブック停留所の間のトンネルでは、電車は左側の線路を走っている。チューリッヒの路面電車の車両は右側にだけドアを持っているので、この区間の停留所には珍しい島式ホームが存在している。線路の入れ替わりのために、シュヴァメンディンガープラッツ停留所の直前に平面交差がある。ミルヒブック停留所付近には、あまり目立たない立体交差がある。これはかつて1972年にチューリヒ市内に計画されていた地下鉄計画の名残である。当時政府や産業界によって路面電車を廃して地下鉄に置き換える計画が進められたが、翌年住民投票によって反対票が過半数を辛うじて上回り、廃止を免れた経緯がある。